# Măng Đen
Măng Đen là xã lỵ của tỉnh Quảng Ngãi, Việt Nam.

## Địa lý
Xã Măng Đen nằm ở phía nam xã Kon Plông, trên cao nguyên Măng Đen, ở độ cao khoảng 1200 mét so với mực nước biển. Thị trấn có quốc lộ 24 đi qua, nằm cách phường Kon Tum khoảng 50 km về phía đông bắc và cách phường Quảng Ngãi khoảng 140 km về phía tây nam. Măng Đen có vị trí địa lý:
- Phía đông giáp xã Hiếu và tỉnh Gia Lai
- Phía tây giáp xã Măng Cành và xã Kon Rẫy
- Phía nam giáp xã Kon Rẫy
- Phía bắc giáp xã Măng Cành và xã Ngọc Tem.

Thị trấn Măng Đen có diện tích 148,07 km², dân số năm 2018 là 6.913 người, mật độ dân số đạt 47 người/km².
Do nằm ở độ cao 1200 mét so với mực nước biển, được các dãy núi cùng quần hệ thực vật rừng nguyên sinh bao quanh, thị trấn có nền khí hậu miền núi ôn hòa mát dịu quanh năm. Bên cạnh thảm rừng nguyên sinh, cảnh quan thiên nhiên nơi đây còn thuận lợi cho phát triển du lịch sinh thái, nghỉ dưỡng và nông nghiệp cây xứ lạnh, cây dược liệu do độ ẩm cao, thổ nhưỡng phù hợp, địa hình đa phần gò đồi thấp, cùng hệ thống sông, suối và nhiều hồ, thác nước. Ngay từ những thập niên đầu thế kỷ 20, người Pháp đã đến Măng Đen khảo sát, đưa cây thông vào trồng với ý định xây dựng một trạm nghỉ dưỡng trên vùng đất này. Vì khí hậu và cảnh quan đặc biệt, có nhiều nét tương đồng với Đà Lạt nên nơi đây được ví như là Đà Lạt của vùng Bắc Tây Nguyên, và hiện được quy hoạch để trở thành Khu du lịch sinh thái quốc gia.
Măng Đen là vùng đất cổ có cấu tạo địa chất lâu dài và phức tạp, được hình thành từ thời kỳ Tiền Cambri cách đây khoảng 2.500 triệu năm. Cùng với quá trình vận động của vỏ Trái Đất vào cuối Kỷ Đệ Tam, Măng Đen chịu ảnh hưởng từ sức dội của vận động uốn nếp dãy Himalaya. Sang Kỷ Đệ Tứ, một mặt dung nham bazan tràn ra, mặt khác các hoạt động nâng lên theo các nếp oằn đứt gãy từ trước, các khối tảng Ngọc Linh, Pleiku tiếp tục ổn định, còn Măng Đen không thuộc hệ núi Ngọc Linh mà nó là khúc đuôi về phía Đông Bắc của cao nguyên Pleiku, với một địa hình đa dạng, khí hậu ôn hòa mát mẻ của vùng khí hậu nhiệt đới gió mùa cao nguyên, với dải đất đỏ bazan trù phú.

## Lịch sử
Tên gọi của xã xuất phát từ tên T'măng Deeng của người Mơ Nâm, có nghĩa là vùng đất bằng phẳng và rộng lớn.

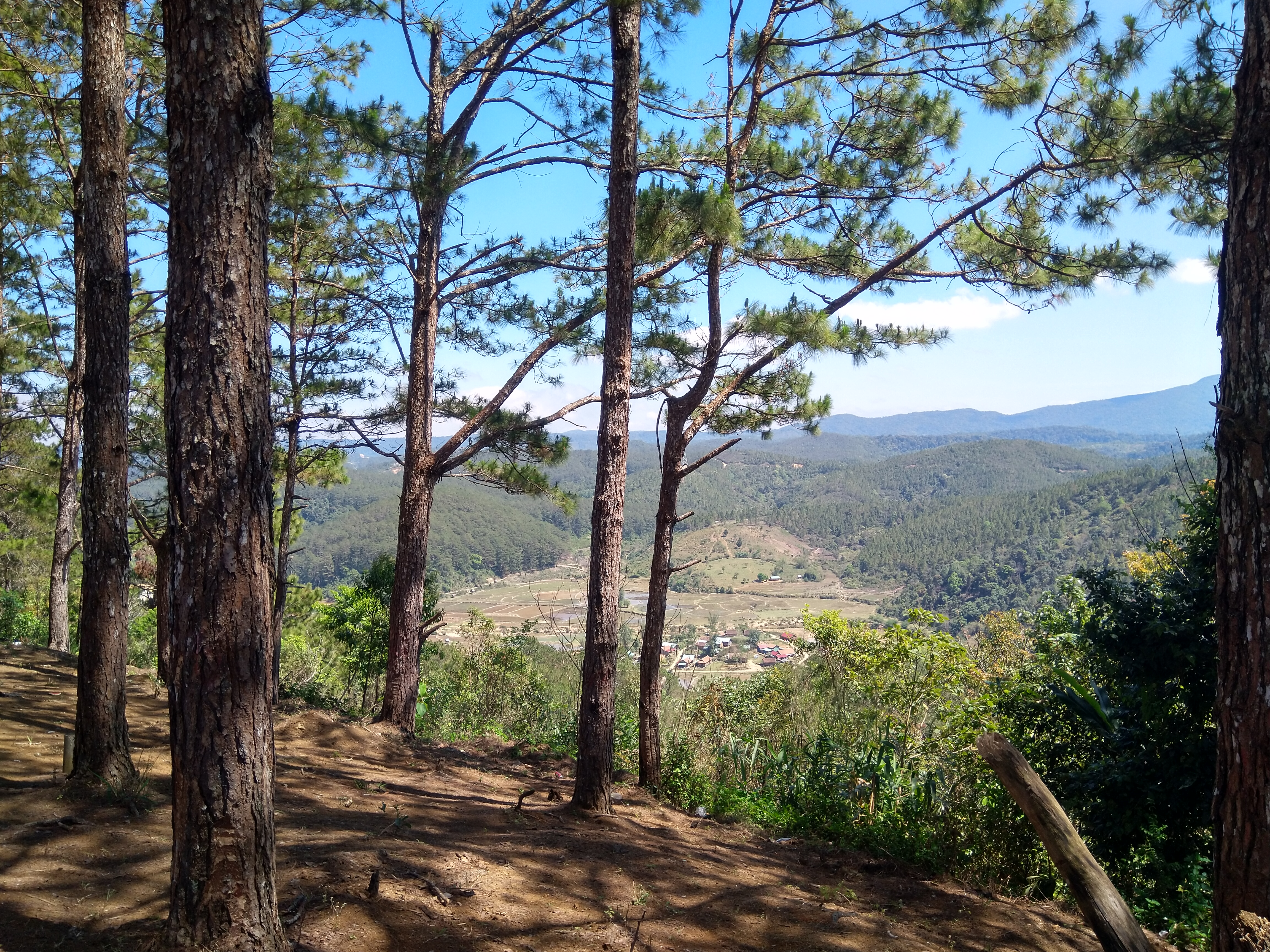
Cao nguyên Măng Đen

Địa bàn xã Măng Đen trước đây là một phần xã Măng Cành thuộc xã Kon Plông.
Măng Đen khi đó chỉ là tên của một số địa danh như cao nguyên Măng Đen, thôn Măng Đen (nơi đặt xã lỵ của xã Kon Plông)...
Ngày 8 tháng 1 năm 2004, Chính phủ ban hành Nghị định 13/2004/NĐ-CP. Theo đó, thành lập xã Đăk Long trên cơ sở 13.555 ha diện tích tự nhiên và 2.054 người của xã Măng Cành.
Ngày 16 tháng 7 năm 2019, Ủy ban thường vụ Quốc hội ban hành Nghị quyết 720/NQ-UBTVQH14 (nghị quyết có hiệu lực từ ngày 1 tháng 9 năm 2019). Theo đó, thành lập thị trấn Măng Đen, thị trấn huyện lỵ huyện Kon Plông trên cơ sở toàn bộ 148,07 km² diện tích tự nhiên và 6.913 người của xã Đăk Long.

## Hành chính
Xã Măng Đen được chia thành 4 tổ dân phố: Kon Pring, Kon Chốt, Kon Brayh, Kon Xủh.

## Du lịch

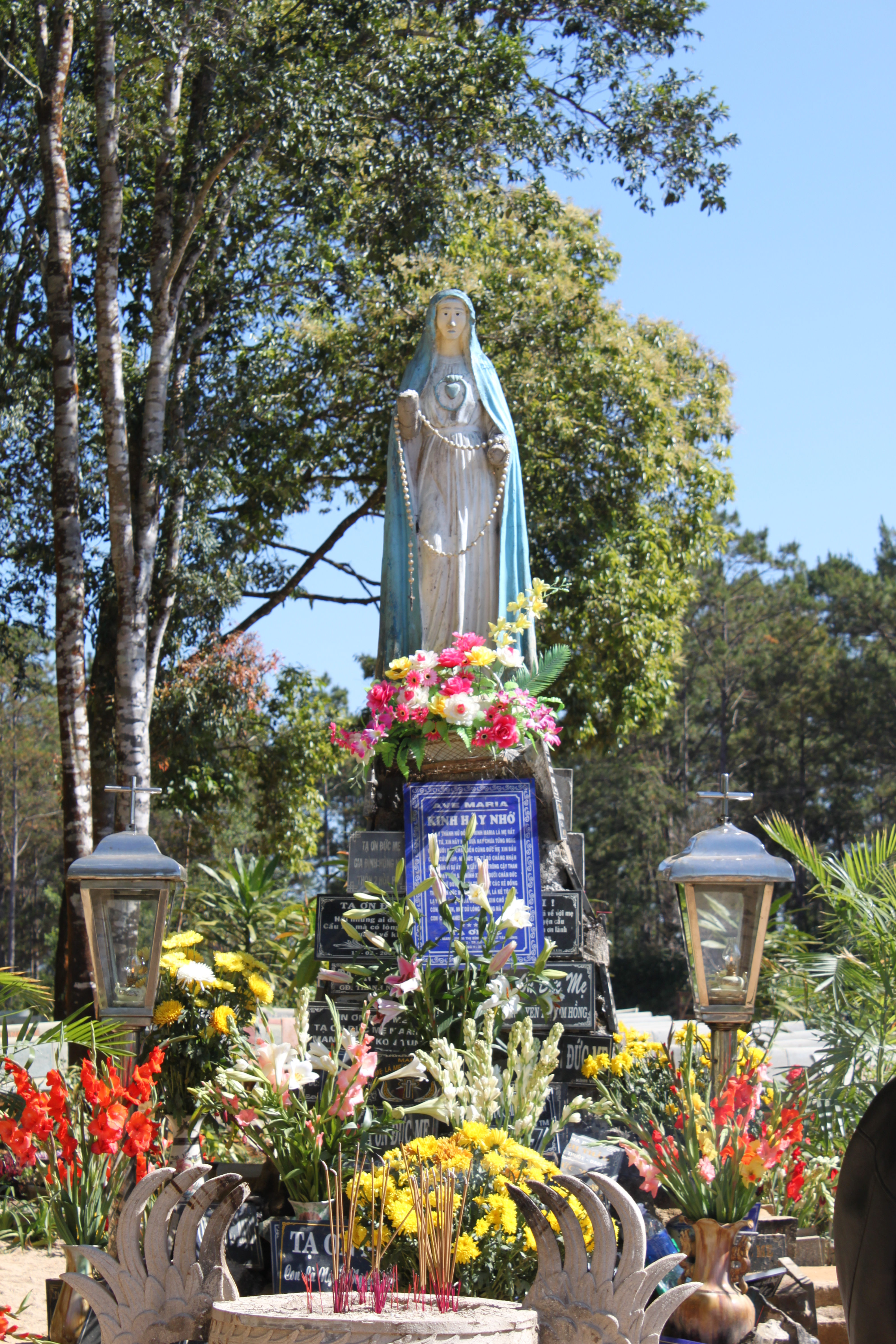
Tượng Đức Mẹ Măng Đen

Các điểm tham quan:
- Hồ Toong Đam
- Thác Đăk Ke
- Rừng già Kon Plong
- Đức Mẹ Măng Đen
- Thác Pa Sĩ
- Chùa Khánh Lâm
- Vườn thực nghiệm
- Vườn hoa thanh niên
- Nhà rông KonPring
- Tượng đài chiến thắng Măng Đen
- Di tích lịch sử Măng Đen
- Những đồi hoa sim, hoa mua
- Rừng thông Măng Đen
- Sân bay Măng Đen